# Allodiastylis
Allodiastylis är ett släkte av kräftdjur. Allodiastylis ingår i familjen Gynodiastylidae.
Kladogram enligt Catalogue of Life:
| Allodiastylis | \| \| Allodiastylis cretata \| \| \| \| \| \| Allodiastylis hirtipes \| \| \| \| \| \| Allodiastylis johnstoni \| \| \| \| \| \| Allodiastylis tenuipes \| \| \| \| |
|               | \| \| Allodiastylis cretata \| \| \| \| \| \| Allodiastylis hirtipes \| \| \| \| \| \| Allodiastylis johnstoni \| \| \| \| \| \| Allodiastylis tenuipes \| \| \| \| |
|               | Axiogynodiastylis |
|               | |
|               | Dicoides |
|               | |
|               | Gynodiastylis |
|               | |
|               | Haliana |
|               | |
|               | Sheardia |
|               | |
|               | Zimmeriana |
|               | |
|               | Allodiastylis cretata |
|               | |
|               | Allodiastylis hirtipes |
|               | |
|               | Allodiastylis johnstoni |
|               | |
|               | Allodiastylis tenuipes |
|               | |

|  | Allodiastylis cretata   |
|  |                         |
|  | Allodiastylis hirtipes  |
|  |                         |
|  | Allodiastylis johnstoni |
|  |                         |
|  | Allodiastylis tenuipes  |
|  |                         |